# Kadur (Rupat Utara)
Kadur is een bestuurslaag in het regentschap Bengkalis van de provincie Riau, Indonesië. Kadur telt 2723 inwoners (volkstelling 2010).